# قبرة صحراوية

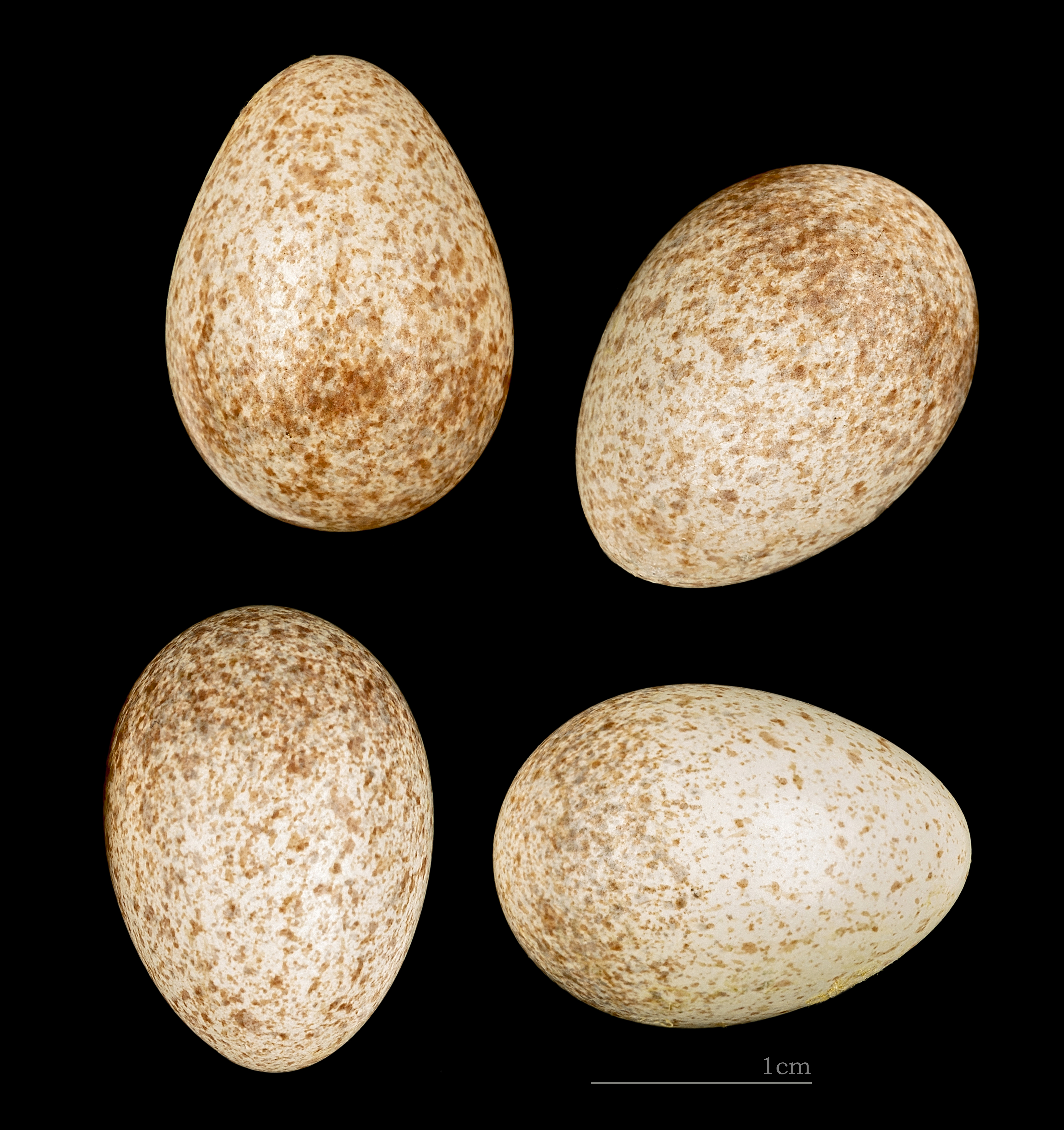
Ammomanes deserti algeriensis

القبرة الصحراوية ، وتسمى أيضا قنبرة الصحراء، (الاسم العلمي: Ammomanes deserti) (بالإنجليزية: Desert Lark)‏، هو طائر ينتمي إلى قبرة (فصيلة: Alaudidae). وهو يكون في الصحراء وشبه الصحراء وشبه الجزيرة العربية ومنطقة إيران وأفغانستان وباكستان وهو يبحث عن الحشرات والديدان الملتحفة بثنايا الحجارة البازلتية السوداء المتوقدة تحت الشمس ويكون طوله بين ال15 و16 سنتيمتر وعند وضع البيض يضع ما بين 3 إلى اربع بيضات في المرة الواحدة ويكون لونه ما فوق الرمادي والوردي شاحب اللون ويكون لون الذكر مثل الانثى وهي من الطيور الهادئة.